# 2000年シドニーオリンピックのハンガリー選手団
2000年シドニーオリンピックのハンガリー選手団（2000ねんシドニーオリンピックのハンガリーせんしゅだん）は、2000年9月15日から10月1日にかけてオーストラリアのニューサウスウェールズ州シドニーで開催された2000年シドニーオリンピックのハンガリー選手団、およびその競技結果。

## 概要
今大会は金メダル8個、銀メダル6個、銅メダル3個の合計17個のメダルを獲得した。

## メダル
| メダル | 選手名                   | 競技       | 種目                     |
| ------ | ------------------------ | ---------- | ------------------------ |
| 金     | アグネシュ・コバチ       | 競泳       | 女子200m平泳ぎ           |
| 金     | シルベステル・チョラニー | 体操       | 男子つり輪               |
| 銀     | バルドシ・サンドール     | レスリング | 男子グレコローマン85kg級 |
| 銅     | ゾルト・エルデイ         | ボクシング | 男子ミドル級             |